# Amenhotep I.
Amenhotep I (nekad navođen kao Amenofis I što znači "Amon je zadovoljan") je bio drugi faraon 18. dinastije Drevnog Egipta. Njegova vladavina se obično stavlja u razdoble od 1526. do 1506. pr. Kr. Rođen je kao sin faraona Amasisa I. i kraljice Ahmose-Nefertari, ali je imao najmanje dva starija brata, Ahmose-ankha i Ahmose Sapaira, te se nije očekivalo da bi mogao naslijediti prijestolje. Međutim, između 8. i 17. godine vladavine Ahmosea I i njegove smrti, njegov je prijestonasljednik umro te je Amenhotep preuzeo vlast. Potom je preuzeo prijestolje i vladao oko 21 godina.
Iako njegova vladavina nije dobro dokumentirana, moguće je rekonstruirati najvažnije događaje. Naslijedio je kraljevstvo stvoreno očevima osvajanjima te je održao dominaciju nad Nubijom i Donjim Egiptom, ali vjerojatno nije pokušavao održavati egipatsku vlast nad Levantom. Nastavio je graditi hramove u Gornjem Egiptu, te je revolucionirao dizajn zagrobnih hramova odijelivši svoju grobnicu od kultnog, tj. posmrtnog hrama, uspostavivši običaj koji će se održati kroz Novo kraljevstvo. Nakon smrti je štovan kao bog-zaštitnik tebanske nekropole i Deir al-Madine.

## Vanjske poveznice
- Amenhotep I - The British Museum Accessed May 20, 2007
- Dunn, J. Amenhotep I, Accessed August 1, 2006
- Andrews, Mark. KV 39, The Tomb of Amenhotep I?. InterCity Oz, Inc. Pristupljeno 1. lipnja 2007.
- Fingerson, R. Manetho's King List, Accessed July 31